# Нана Акуа Оппонг Бирме
Нана Акуа Оппонг Бирме (род. 1980-е) — ганский архитектор.

## Биография
В 2011 году Нана основала архитектурную фирму Arch Xenus.
В ноябре 2021 года она была назначена членом правления незадолго до этого созданного Управления по землепользованию и территориальному планированию (LUSPA), представляющего Институт архитекторов Ганы.

## Награды
- 2017: Forty Under 40 Awards от Xodus Communications Limited (агентство по организации мероприятий) в области архитектуры / дизайна / декора[4]
- 2017: 100 женщин Би-би-си[5]